# Viktor Đukanović
Viktor Đukanović (montenegrinisch-kyrillisch Виктор Ђукановић; * 29. Januar 2004 in Nikšić) ist ein montenegrinischer Fußballspieler, der hauptsächlich auf der Position des Linksaußen spielt.

## Karriere

### Vereine
Đukanović durchlief die Jugendakademie von FK Sutjeska Nikšić, bevor er 2019 zu FK Budućnost Podgorica wechselte. Am 29. November 2020 erzielte er bei seinem Profidebüt im Alter von nur 15 Jahren als Einwechselspieler einen Treffer im Spiel gegen FK Rudar Pljevlja, das mit 4:2 gewonnen wurde. In seiner Debütsaison trug er dazu bei, dass FK Budućnost Podgorica den ersten Platz in der Montenegrinischen Meisterschaft 2020/21 belegte und den Montenegrinischen Pokal 2021 gewann. Er absolvierte 21 Pflichtspiele und erzielte dabei zwei Tore.
In der Saison 2021/22 etablierte sich Đukanović als Stammkraft und absolvierte 31 Spiele in der Liga, davon 21 als Starter. Dabei erzielte er neun Ligatore. Er gab auch sein Debüt im europäischen Wettbewerb in den Qualifikationsrunden zur UEFA Champions League 2021/22 gegen HJK Helsinki, obwohl Budućnost mit 1:7 im Gesamtergebnis verlor. Insgesamt erzielte Đukanović 13 Tore in 38 Einsätzen und trug zur Vizemeisterschaft in der Saison 2021/22 und zum Gewinn des Montenegrinischen Pokals 2022 bei.
In der Saison 2022/23, seiner letzten Saison bei Budućnost, erzielte Đukanović einen Doppelpack gegen den KF Llapi in der Qualifikationsphase der UEFA Europa Conference League 2022/23. Danach wurde Budućnost von Breiðablik Kópavogur ausgeschieden. Am 26. Dezember 2022 wurde Đukanović als vielversprechendster Spieler des Jahres in der Prva Crnogorska Liga ausgezeichnet. Er belegte auch den dritten Platz für die Auszeichnung als Spieler des Jahres, hinter Novica Eraković von FK Sutjeska Nikšić und Draško Božović von FK Dečić Tuzi.
Zum 8. Januar 2023 wechselte er zum Hammarby IF, wo er direkt am 2. April 2023 den ersten Spieltag in der Allsvenskan gegen Degerfors IF spielen durfte und beim 3:1-Erfolg den Treffer zur 2:1-Führung erzielte. Unabhängig von einer im Spiel gegen Djurgårdens IF im Mai zugezogenen Verletzung, aufgrund der er fast vier Wochen pausieren musste, war er weitgehend Stammspieler unter Trainer Martí Cifuentes.  
Ende Juli 2024 wurde er für die Saison 2024/25 mit anschließender Kaufoption an den belgischen Erstdivisionär Standard Lüttich verliehen. Dort kam er nur zu vier von 23 möglichen Ligaspielen und einem Pokalspiel. Ab November 2024 wurde er nicht mehr eingesetzt. Anfang Februar 2025 wurde der vorzeitige Abbruch der Ausleihe vereinbart.
Am Folgetag wurde eine Ausleihe bis zum Jahresende, wiederum mit anschließender Kaufoption, zum slowakischen Erstligisten DAC Dunajská Streda vereinbart. Hier bestritt er im Rest der Saison 2024/25 alle 16 möglichen Ligaspiele, in denen er vier Tore schoss.

### Nationalmannschaft
Viktor Đukanovic repräsentiert die montenegrinische U15, U16, U17, U19 und U21-Nationalmannschaften. Seit 2022 ist er auch ein Teil der montenegrinischen Nationalmannschaft.

## Erfolge
FK Budućnost Podgorica
- Montenegrinischer Meister: 2020/21, 2022/23
- Montenegrinischer Pokalsieger: 2020/21, 2021/22
- Torschützenkönig des montenegrinischen Pokals: 2020/21 (4 Treffer)